# 더멋 데즈먼드
더멋 데즈먼드(Dermot Desmond, 1950년 8월 14일 ~ )는 아일랜드의 기업인이자 스코틀랜드 프리미어리그의 셀틱 FC의 구단주로, 아일랜드에서 가장 성공한 사업가로 재산은 2억 달러이다.
아일랜드 코크 마크룸 출생으로 1956년 가족들과 함께 수도 더블린의 북쪽 지역인 버몬트 지구로 이사하였고, 1968년 학교를 떠나 더블린 시티 뱅크에 입사해 은행 컨설팅을 주로 하였다.
1979년 아프가니스탄 카불의 세계 은행에 직원으로 일했으나, 곧 소련의 침공으로 물러나 1981년 내셔널 시티 브로커(NCB)를 설립하였다.
현재 볼티모어 테크놀로지, 바체스터 헬스케어, BETDAQ, 팝핀 투자 유한 회사, 캐슬백 그룹, 스코틀랜드 프리미어리그의 셀틱 FC, 데온 주식 회사, 데이터렉스, 프리존 투자 회사, GIS 소프트웨어 하우스, 그린코어, 인터내셔널 인베스트먼트 언더라이터(IIU), 인튜이션 출판 주식 회사, 영국 런던 동쪽의 런던 시티 공항, 리디아, MHC 정신 건강 관리, 뉴펀랜드 & 래프라도 정제 회사, 네오비아, 프리메털, 리모트MDx, 라이투무 뱅크, 샌디 레인 호텔, 스포츠 백화점 카지노, 스원턴 헬스케어, U4EA 기술, 영 파운데이션 등을 소유하고 있다.
현재 아일랜드, 지브롤터, 바베이도스 등지에 거주하고 있다.